# Айген, Решад Энис
Решад Энис Айген (тур. Reşat Enis Aygen; 1 июня 1909, Фатих, Стамбул — 10 января 1984, Стамбул) — турецкий писатель

 и журналист. Представитель социалистического реализма в турецкой литературе.

## Биография
Родился в семье офицера. В 1928 окончил столичную мужскую среднюю школу. Затем — торгово-экономическую школу в Стамбуле. Изучал тюркологию в Стамбульском университете.
Начал работать в качестве репортера газеты «Milliyet», позже сотрудничал с газетами «Vakit» и «Haber». С 1945 редактировал стамбульские «Last Minute» (1945), «Cumhuriyet» (1952) и «Yeni İstanbul» (1957), одновременно выступая с комментариями.

## Творчество
Печататься начал в 1930 году.
Его первые рассказы, вошедшие в сборник «Я вынимаю свою шпагу», посвящены в основном национально-освободительной войне.
Герои этих рассказов — крестьяне, рабочие, мужественные анатолийские женщины.
Автор сборников рассказов «Я вынимаю свою шпагу», «Заупокойная молитва», «Ефрейтор Зейнеб», посвященных национально-освободительному движению в Турции, а также романов:
- «Во имя закона» (1932),
- «Прозвучал гонг» (1933, о жизни турецкой интеллигенции после национально-освободительного движения),
- «Заговорила ночь» (1935, о жизни бедного городского люда) и др.

Сентиментальность и мелодраматизм, характерные для раннего творчества Айген, преодолены им в романах конца 1940—1950-х гг.:
- «Наша борьба за хлеб» (1947),
- «Стена плача» (1949),
- «Гостиница» (1953),
- «Деспот» (1957) и др.
- «Запах земли» (1944), наиболее крупное произведение писателя, в котором говорится о тяжелой жизни турецких крестьян, осуждаются феодальные нравы.

В своих произведениях Айген показал, что хорошо знает нужды и чаяния турецкого крестьянина. Его произведения отличаются гуманизмом, демократической направленностью.